# 秋津町 (東村山市)
秋津町（あきつちょう）は、東京都東村山市の町名。現行行政地名は秋津町一丁目から秋津町五丁目。郵便番号189-0001。

## 地理
東村山市の北部に位置する。
東から時計回りに、清瀬市野塩、東村山市青葉町、東村山市久米川町、埼玉県所沢市北秋津、所沢市上安松、に隣接する。

### 河川
- 空堀川
- 柳瀬川

## 交通

### 鉄道
| 街区内の駅                                               |
| -------------------------------------------------------- |
| 西武池袋線 - 秋津駅（SI 16) JR武蔵野線 - 新秋津駅(JM 31) |

### 道路
- 東京都道・埼玉県道4号東京所沢線(所沢街道 旧所沢街道)
- 東京都道40号さいたま東村山線（志木街道）
- 東京都道127号秋津停車場線

## 施設

### 秋津町二丁目
- 第六中学校

### 秋津町三丁目
- 秋津小学校

### 秋津町四丁目
- 秋津東小学校